# Tapio Junno
Tapio Einari Junno (né le 12 janvier 1940 à Piippola et décédé le 25 décembre 2006 à Helsinki) est un sculpteur finlandais.

## Œuvres publiques
| Statues                                  | Année | Lieu                                                |
| ---------------------------------------- | ----- | --------------------------------------------------- |
| Ruukinpatsas                             | 1969  | Seinäjoki                                           |
| Kuuikkuna                                | 1971  | Alko, Salmisaari, Helsinki                          |
| Sculpture de l'autel                     | 1973  | Église de Kulosaari, Helsinki                       |
| Kontakti                                 | 1974  | Lycée de Kerava                                     |
| Alttariveistos                           | 1976  | Église de Pihlajamäki, Helsinki                     |
| Rakkaus ja valppaus                      | 1976  | Myllypuro, Helsinki                                 |
| Marssilaulu                              | 1977  | École des officiers, Lappeenranta                   |
| Plaque en mémoire de Otto Wille Kuusinen | 1982  | Laukaa                                              |
| Ihmiskaari                               | 1982  | Bibliothèque de Myllyoja, Oulu                      |
| Kilpimies                                | 1982  | Bâtiment supplémentaire du conseil d'état, Helsinki |
| Lastaajat                                | 1983  | Suolahti                                            |
| Suojelija                                | 1983  | Bureau du quotidien Kaleva, Oulu                    |
| Palava ihminen                           | 1985  | KHO, Helsinki                                       |
| Ihmispuu                                 | 1989  | Lycée de Kerava, Kerava                             |
| Auringonkantaja                          | 1989  | Bâtiment de bureaux, Kokkola                        |
| Kirkastus                                | 1990  | Cimetière de Turku                                  |
| Pallopäät                                | 1970  | Stockholm                                           |
| Mémorial à Helene Schjerfbeck            | 1996  | Hyvinkää                                            |
| Isännät ja isäntien varjot               | 1993  | Mémorial à Pentti Haanpää, Piippola                 |
| Alfons Almi                              | 1992  | Opéra national de Finlande, Helsinki                |
| Häikäistynyt                             | 1991  | Heikintori, Espoo                                   |
| Peilaaja                                 |       | Immeuble de Tamro, Vantaa                           |
| Aurinkoon katsoja                        | 2001  | Kotka                                               |

## Prix et récompenses
- Prix d'État pour les arts visuels, 1969
- Artiste de l'année du festival d'Helsinki, 1987
- Médaille Pro Finlandia 1989